# 康里巎巎

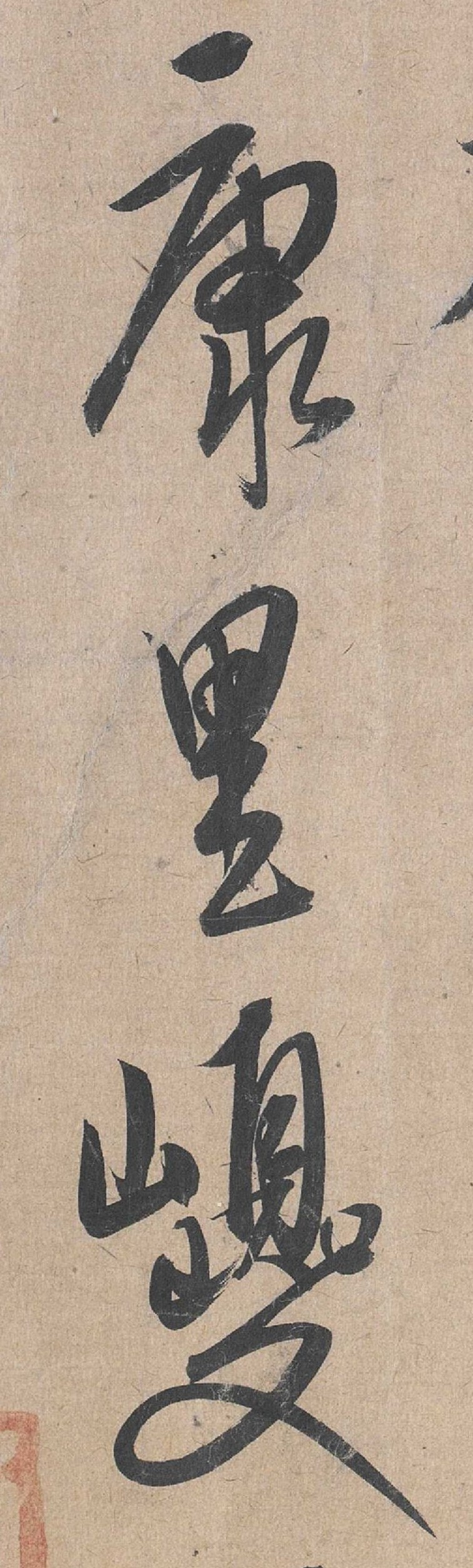
康里巎巎书《述笔法卷》署名

康里巎巎（1295年—1345年6月8日），字子山，号正斋、恕叟，康里氏色目人。元朝后期重臣，官至翰林学士承旨、江浙行省平章政事。元朝后期成就最突出的书法家，尤以流畅迅疾的草书见著。

## 名字
康里子山本人在署名时多用“巎”字，但《元史》记其名字为“巙巙”。故有观点认为，其署名中的“巎”应念为kuí，是“巙”的俗体写法。不过，吴澄为子山母亲王氏所作的墓志铭中称子山为“峱”（náo）。内蒙古赤峰市张应瑞家族墓地张氏先茔碑正面汉字碑文为子山所书，背面畏兀儿蒙古字碑文记录其名字读音为nau nau。故主流观点仍写作“巎巎”，念为náonáo。
子山本人在署名时常只用单名，即康里巎。
在某版本元史，庫庫進言帝：「徽宗多能，惟一事不能。」「獨不能為君爾。身辱國破，皆由不能為君所致。人君貴能為君，它非所尚也。」疑為同一人。

## 生平

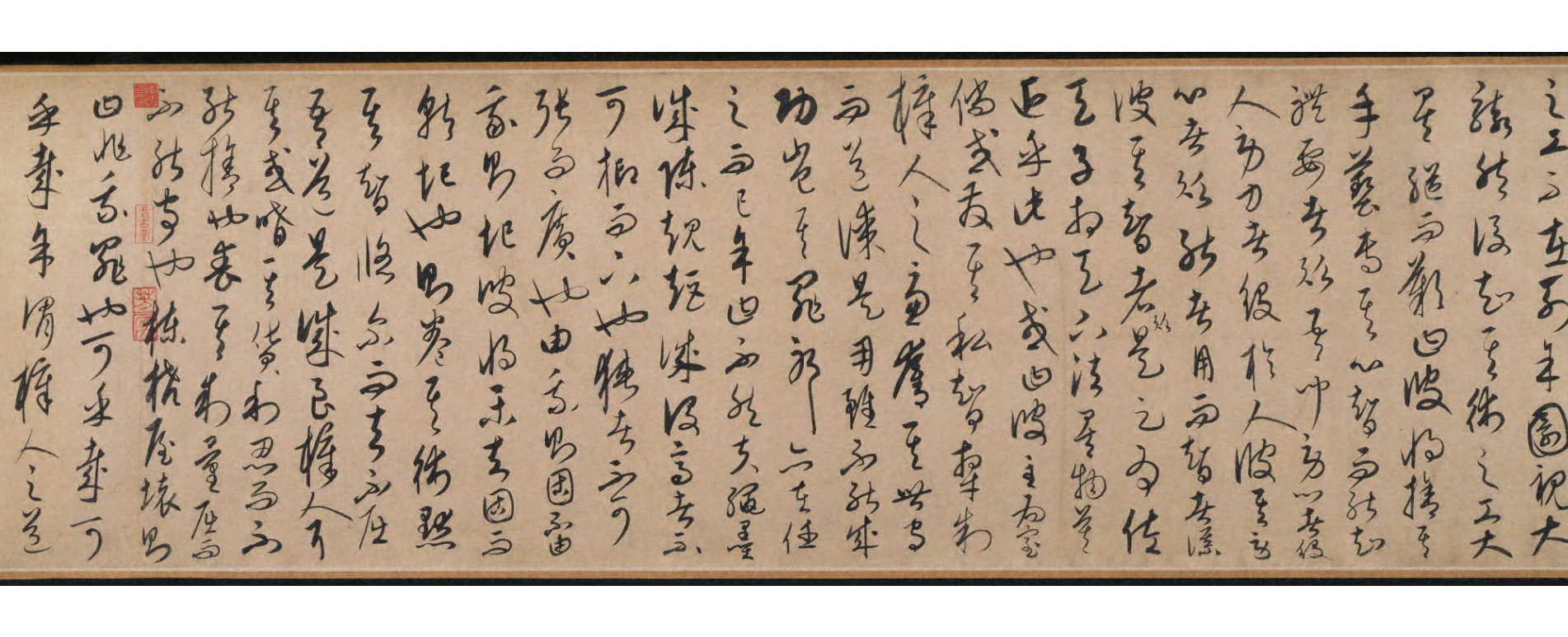
书柳宗元《梓人传》（部分），普林斯顿大学艺术博物馆藏

元贞元年（1295年），巎巎出身于元朝一个贵族世家。祖父燕真跟随忽必烈征战有功，家族遂進身貴冑階級。外祖父王寿官至太子賓客。父亲不忽木受学于许衡，为高度汉化的儒生，官至平章军国重事。巎巎从小入国学学习，深受许衡和父兄的影响，浸润于汉儒文化之中。康里巎巎並與趙孟頫交好，書風亦有受其影響。
凭借家族出身、色目人身份和个人修养，巎巎在仕途上一路高升，初授秘書監丞，經監察御史、密太監、侍儀史、禮部尚書等。至元文宗年間官至翰林学士承旨兼經筵官，为皇帝讲颂经史、品鉴书画，常以柳宗元《梓人传》、张商英《七臣论》、郭忠恕《比干图》等演说治国之道。参与文化、教育政策制订，反对撤罢奎章阁学士院，建议恢复科举，提议编撰《辽史》、《金史》、《宋史》。
至正四年（1344年），出为江浙行省平章政事。次年顺帝以翰林学士承旨召还，计划任其为中书省平章政事。但回京七日后即发热去世，享年五十一岁。家中清贫，有赖顺帝出资收殓。谥号文忠。其子康里维山。

## 作品
巎巎文集已经散佚，百不存一，今存只有文十一篇，诗六首，多赖书法作品而得以保存。
现存行书、草书真迹二十余件，其中墨迹二十件，藏于北京故宫博物院、东京国立博物馆、台北國立故宮博物院等地。楷书作品多借碑铭传世，现存碑十余通，位于内蒙古、河南、甘肃、山东、河北等北方地区。

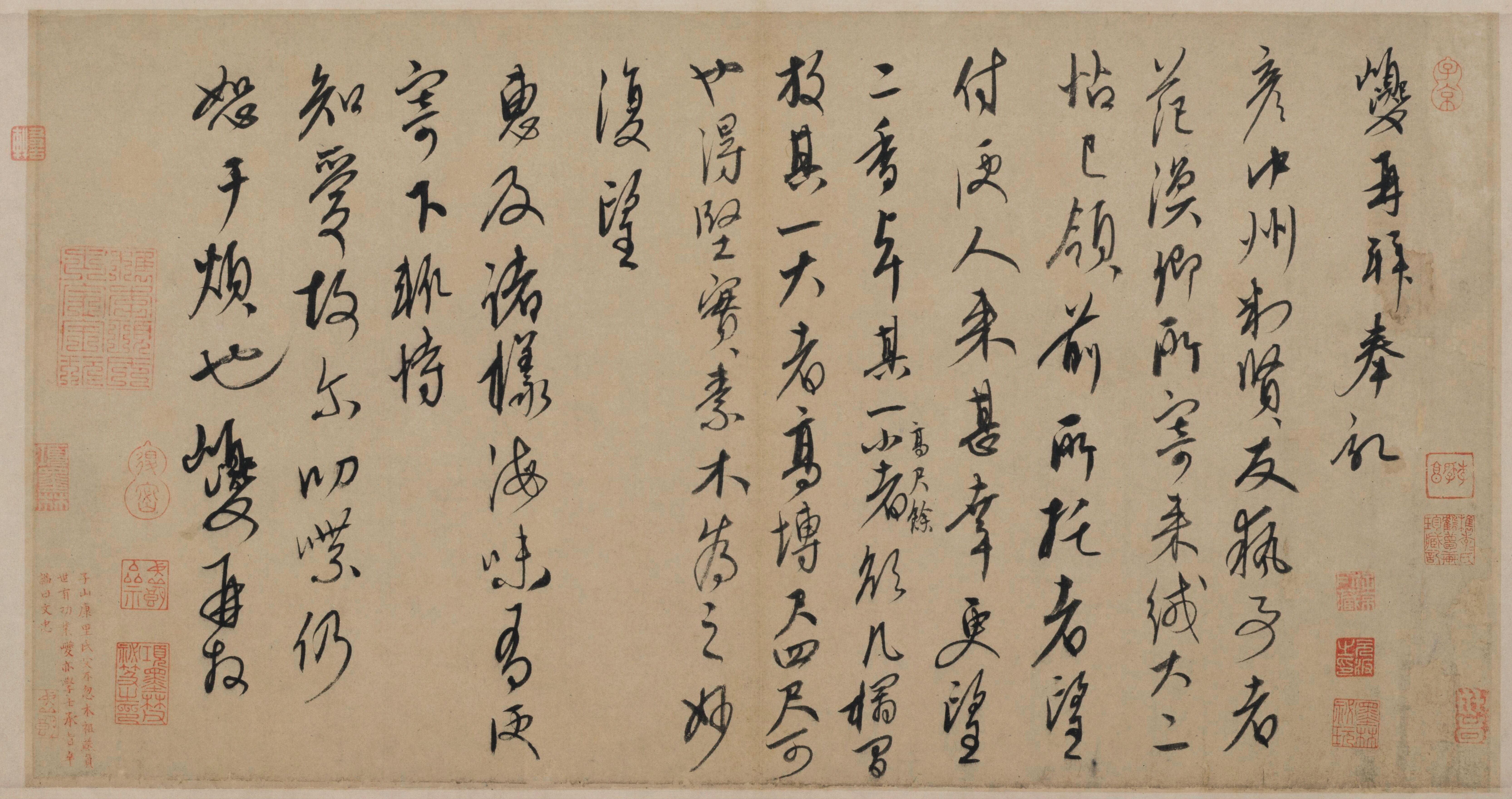
奉记帖页 故宫博物院藏
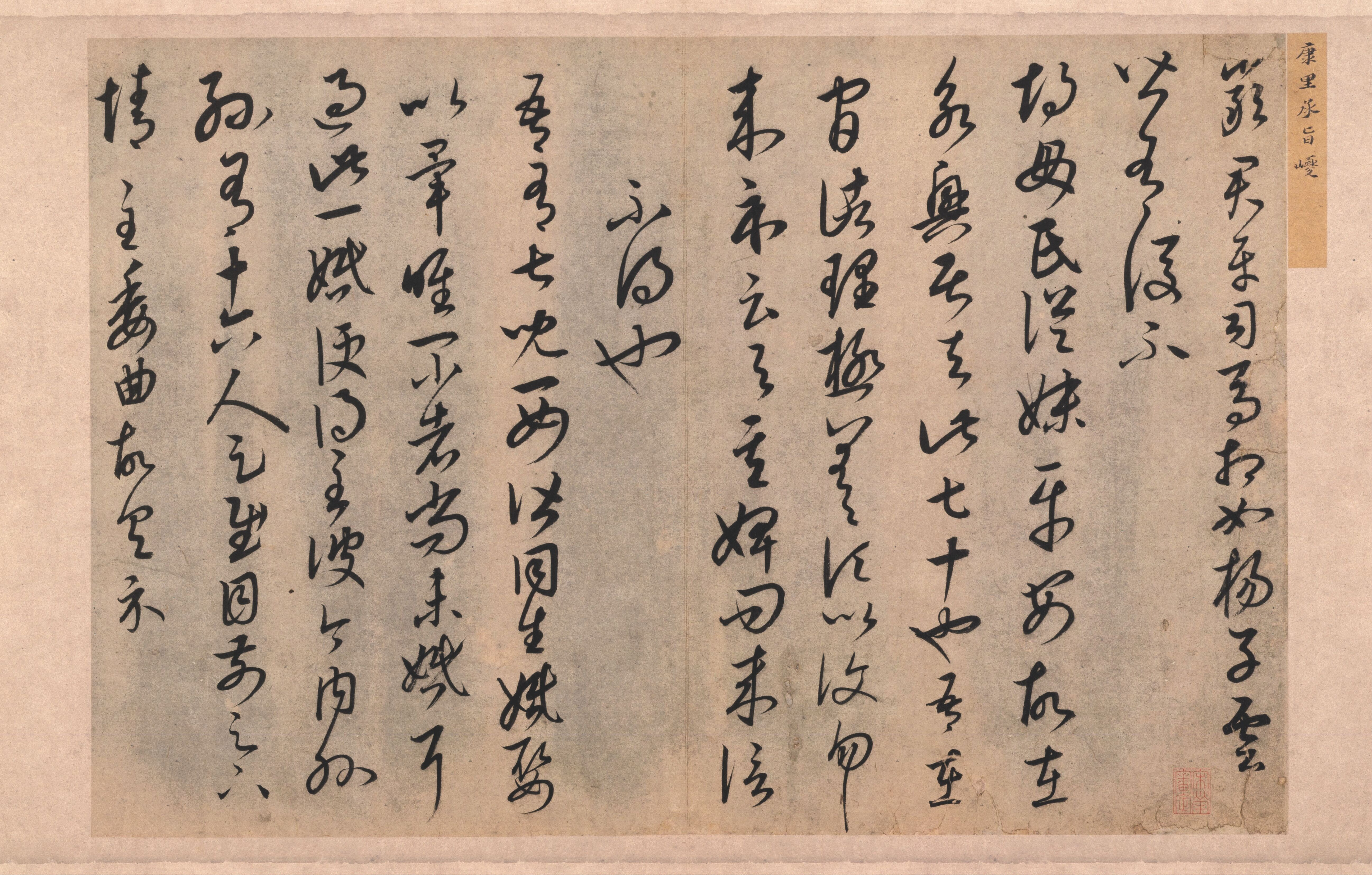
临王羲之《十七帖》 故宫博物院藏
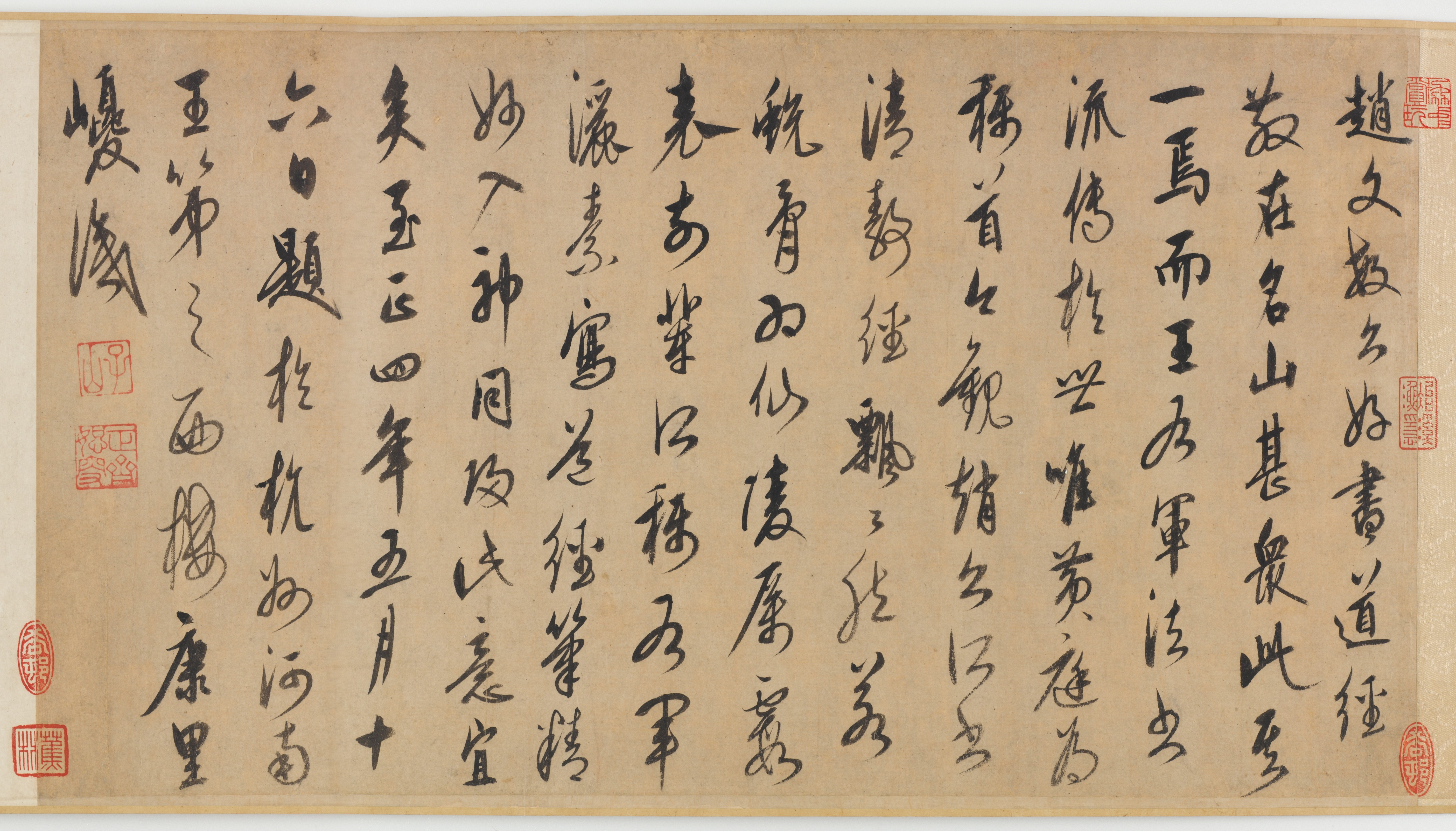
跋赵孟頫《常清静经》 弗利尔美术馆藏
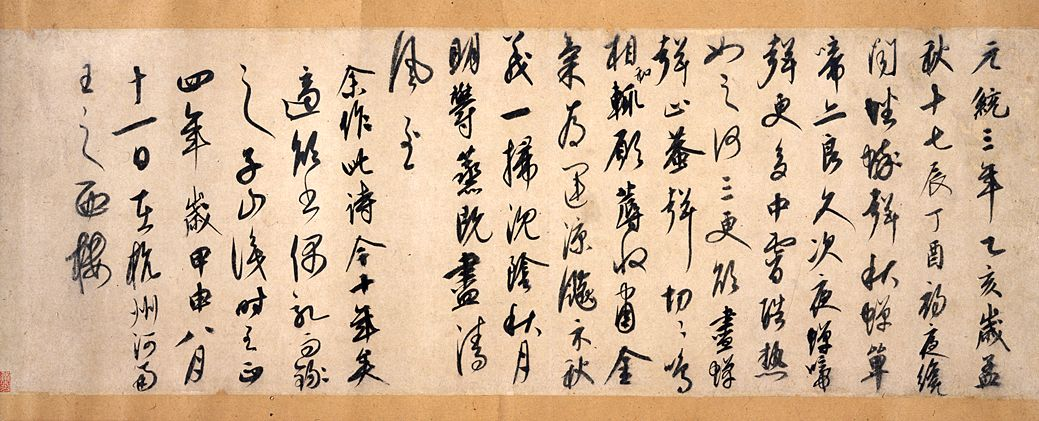
秋夜感怀诗卷 东京国立博物馆藏
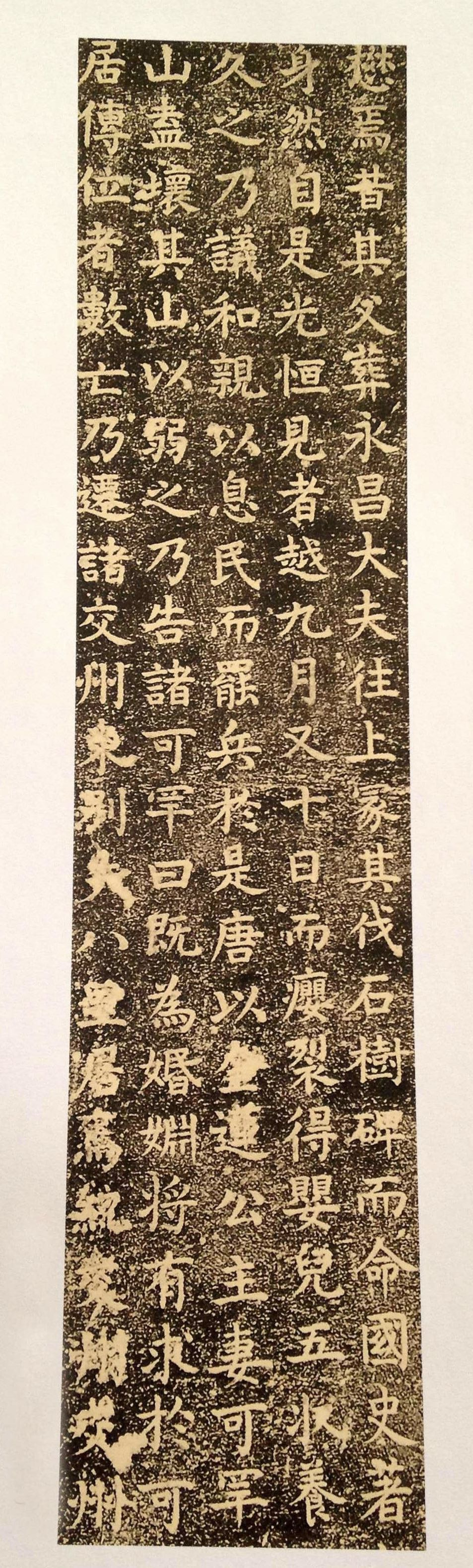
亦都護高昌王世勳碑 残碑拓片

## 书法成就
康里巎巎的楷书多以碑铭传世，散见于各地，相对不受后人重视。从留下的楷书作品看，其早年师趙孟頫，后期则宗虞世南。後人更多关注巎巎的行书、尤其是草书作品。其行草书风可分为三个时期。至顺元年（1330年）之前，临习黃庭堅、米芾等人，尤其受趙孟頫亲自教导启发，致力于向王羲之学习。之后又循大都书坛传统学习怀素，融二王与怀素的风格于一体，形成了中期运笔快速流畅、毫无阻塞的个人成熟特色。至正四年（1344年）出为江浙行省平章政事后，与江南书家接触，书风又加变化，更加豪放狂逸，并将章草和今草进行了创造性地结合，是为其在中国书法艺术史上的杰出成就和重要贡献。总体而论，巎巎师从赵孟頫，而又能突破其风格笼罩，自成一家，是元朝后期成就最突出的书法家。另一方面，也有着用笔缺少提按、字形结构缺少变化的瑕疵，方孝儒评之为“沉着不足”。

## 汉化代表
康里巎巎被认为是元朝时期非汉族士人漢化的重要代表。一方面，他接受汉文化，秉持理学观念，精通汉字书法。另一方面，他身上也体现出与汉族士人不同的特质。如对古典典范持自由态度，将二王与怀素、章草与今草混搭，区别于赵孟頫等汉族文人的复古理念。又如色目人民族认同与汉文化认同并存，在与柯九思、虞集等汉族文人竞争宫廷汉文化代言人位置时，充分利用非汉族出身带来的政治特权。

## 延伸阅读
[在维基数据编辑]
 《新元史/卷198》，出自柯劭忞《新元史》
 在维基共享资源阅览影像